# 日本アッセンブリーズ・オブ・ゴッド教団歴代理事会
日本アッセンブリーズ・オブ・ゴッド教団歴代理事会（にほんアッセンブリーズ・オブ・ゴッドきょうだんれきだいりじかい）は、日本アッセンブリーズ・オブ・ゴッド教団の歴代理事会の任期と構成員の一覧。

## 歴代理事会
- 1949年-1950年　弓山喜代馬(長)、田中篤二、川崎一
- 1951年-1952年　弓山喜代馬(長)、菊地隆之助、川崎一
- 1953年-1954年　弓山喜代馬(総)、菊地隆之助、J･クレメント
- 1955年-1958年　弓山喜代馬(総)、菊地隆之助、川崎一
- 1959年-1961年　弓山喜代馬(総)、菊地隆之助、L.ニッパー、山田二三雄、内村誠一
- 1962年-1964年　弓山喜代馬(総)、菊地隆之助、細井修一、山田二三雄、R･ハイムス
- 1965年-1967年　弓山喜代馬(総)、菊地隆之助、細井修一、内村誠一、山田二三雄
- 1968年-1970年　弓山喜代馬(総)、内村誠一、菊地隆之助、細井修一、山田二三雄、徳木力(代務者)
- 1971年-1973年　弓山喜代馬(総)、菊地隆之助、伊藤顯榮、石原嘉宣、山脇久治、佐伯重幸、細井修一
- 1974年-1976年　菊地隆之助(総)、吉山宏、伊藤顯榮、内村撒母耳、石原嘉宣、杉本俊輔、津村昭二郎、西海栄悦(欠員補充)
- 1977年-1979年　伊藤顯榮(長)、吉山宏、佐布正義、杉本俊輔、内村撒母耳、石原嘉宣、津村昭二郎
- 1980年-1982年　佐布正義(長)、伊藤顯榮、吉山宏、内村撒母耳、石原嘉宣、長沢忠雄、佐藤孝夫
- 1983年-1985年　佐布正義(長)、石原嘉宣、杉本俊輔、吉山宏、長沢忠雄、佐藤孝夫、伊藤顯榮
- 1986年-1988年　伊藤顯榮(長)、佐布正義、石原嘉宣、杉本俊輔、吉山宏、長沢忠雄、内村撒母耳
- 1989年-1991年　伊藤顯榮(長)、佐布正義、高口喜美男、石原嘉宣、杉本俊輔、久保田潔、吉山宏
- 1992年-1994年　伊藤顯榮(長)、杉本俊輔、吉山宏、佐布正義、高口喜美男、内村撒母耳、石原嘉宣
- 1995年-1997年　伊藤顯榮(長)、菊山和夫、杉本俊輔、高口喜美男、内川寿造、菊地和博、佐藤孝夫
- 1998年-2000年　菊山和夫(長)、内川寿造、池原信徳、市川俊一、内村撒母耳、船津行雄、村上密
- 2001年-2003年　菊山和夫(長)、内川寿造、市川俊一、池原信徳、村上密、高口喜美男、久保田潔
- 2004年-2006年　佐布正義(長)、土屋潔、池原信徳、平松慶次、高口喜美男、川上良明、船津行雄
- 2007年-2009年　内村撒母耳(長)、細井眞、高口喜美男、川上良明、船津行雄、平松慶次、天野弘昌
- 2010年-2012年　細井眞(長)、天野弘昌、船津行雄、寺田文雄、小田島幹彦、平松慶次、内村保
- 2013年-2015年　細井眞(長)、寺田文雄、本田勝宏、内村保、下道定身、増田哲之、竹中通雄
- 2016年-2018年　寺田文雄(長)、本田勝宏、内村保、仁井田義政、竹中通雄、小田島幹彦、土屋潔
- 2019年-2021年　土屋潔(長)、本田勝宏、細井眞、天野弘昌、三箇義生、澁谷友光、野口一郎
- 2022年-2024年　土屋潔(長)、天野弘昌、細井眞、三箇義生、澁谷友光、野口一郎、内村保
- 2025年-2027年　天野弘昌（長）、野口一郎、内村保、三箇義生、澁谷友光、姜一成、長澤牧人

※(長)=理事長、(総)=総理